# Vitalina Símonova
Vitalina Olégovna Símonova –en ruso, Виталина Олеговна Симонова– (Orsk, 18 de septiembre de 1992) es una deportista rusa que compitió en natación.
Ganó una medalla de bronce en el Campeonato Europeo de Natación de 2014 y una medalla de plata en el Campeonato Europeo de Natación en Piscina Corta de 2013.

## Palmarés internacional
| Campeonato Europeo                  | Campeonato Europeo  | Campeonato Europeo | Campeonato Europeo      |
| Año                                 | Lugar               | Medalla            | Prueba                  |
| ----------------------------------- | ------------------- | ------------------ | ----------------------- |
| 2014                                | Berlín (Alemania)   | Medalla de bronce  | 4 × 100 m estilos mixto |
| Campeonato Europeo en Piscina Corta |                     |                    |                         |
| Año                                 | Lugar               | Medalla            | Prueba                  |
| 2013                                | Herning (Dinamarca) | Medalla de plata   | 200 m braza             |